# ابوری
ابوری (به لاتین: Aburi) در غنا است که در منطقه شرقی (غنا) واقع شده‌است.

## خصوصیات
ابوری ۱۸٬۷۰۱ نفر جمعیت دارد.